# Plathypena scabra
Plathypena scabra är en fjärilsart som beskrevs av Fabricius. Plathypena scabra ingår i släktet Plathypena och familjen nattflyn. Inga underarter finns listade i Catalogue of Life.

## Bildgalleri

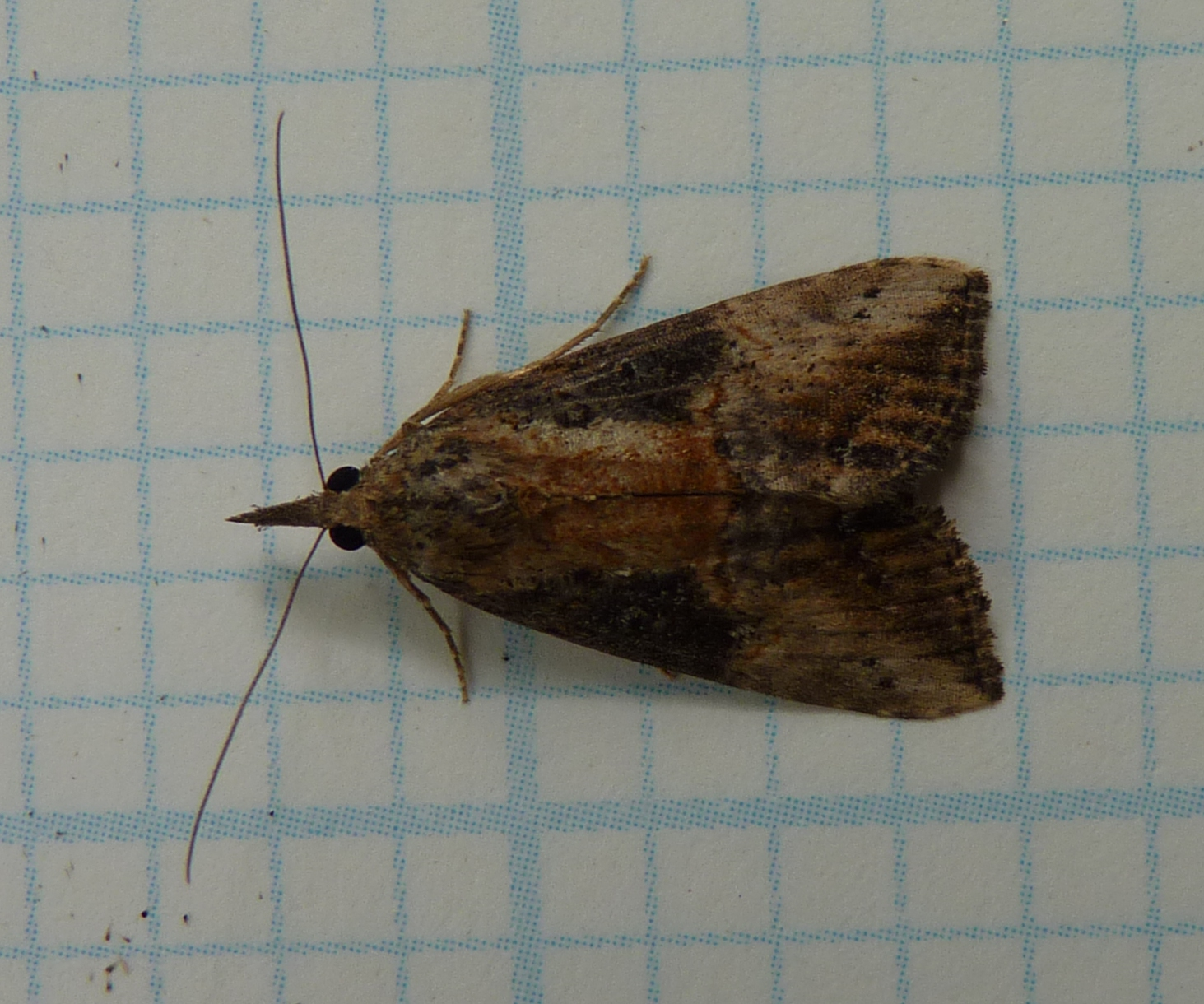
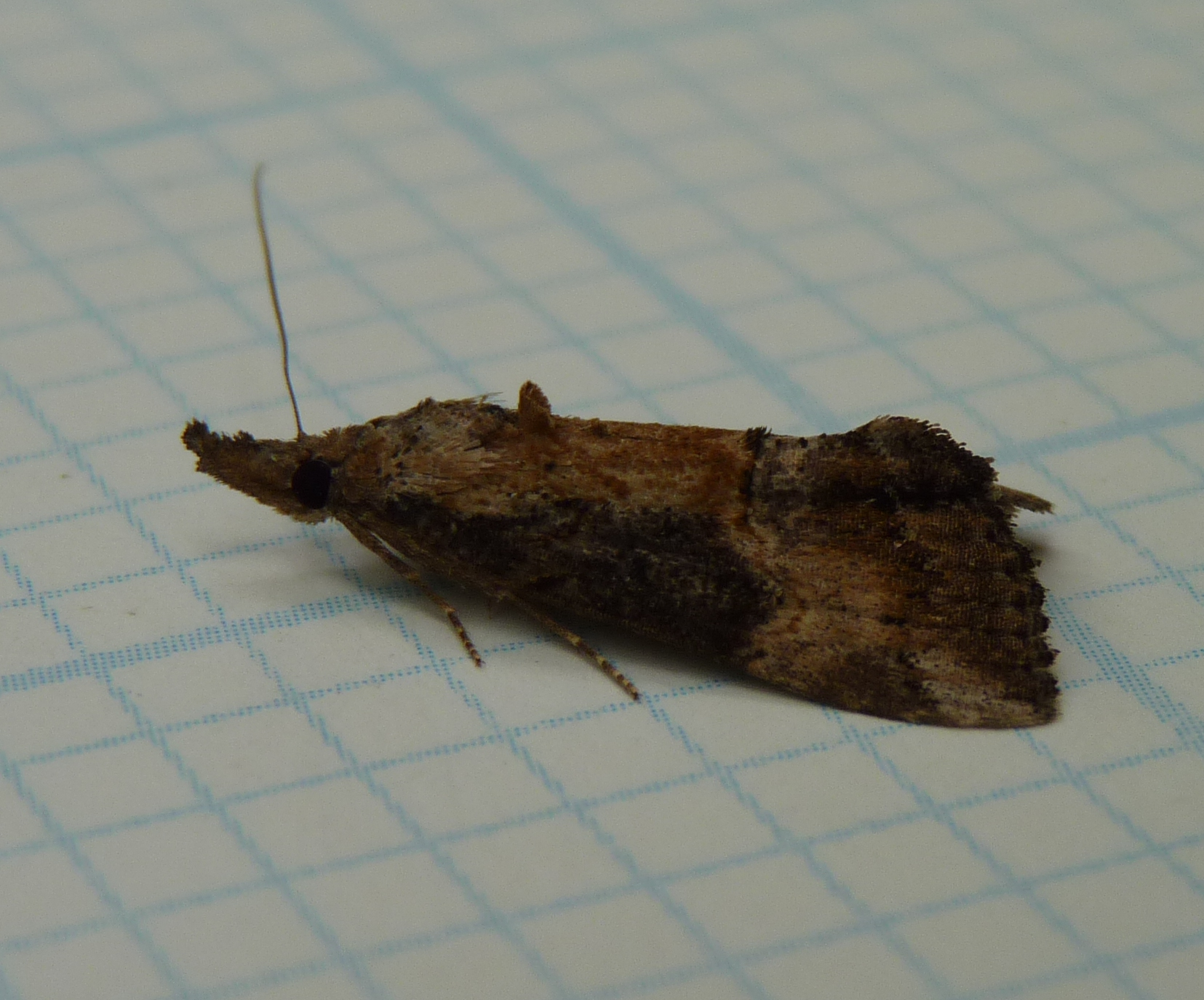